# Втрачене майбутнє
«Втрачене майбутнє» (англ. The Lost Future) — американсько-південноафрикансько-німецький постапокаліптичний телефільм 2010 р. Знятий телеканалом Syfy та режисером Мікаелем Саломоном за сценарієм Йонаса Бавера. У фільмі знімалися: Шон Бін, Корі Сев'єр і Сем Клафлін. Випущений на DVD 27 вересня 2011 р.

## Сюжет
Недалеке майбутнє. Після глобальної епідемії світ змінився — цивілізація зруйнована, багато людей мутували в шалених тварюк, світ заповнили ліси, по яких ходять відроджені доісторичні тварини типу гігантського лінивця. Одна невелика група уцілілих бореться за виживання в подібному лісі, проте ізольований спосіб життя не рятує їх від нападу бестій. Ситуація посилюється тим, що звичайні люди після укусу мутантів або вдихання повітря перетворюються на таких же божевільних істот.
Частина племені шукає порятунку в печері, але троє — син вождя Сейвал, син слідопита Джареда Кейлеб і дівчина Дорел опиняються за межами притулку. Несподівано вони зустрічають Амала, який знав батька Кейлеба. Він розповідає, що Джаред зміг знайти препарат, що запобігає мутації, але отриманий засіб вкрадений людиною на ім'я Гаген, який створив селище підвладних йому людей. Молодим людям не залишається нічого іншого, окрім як вирушити в табір злодія, який аж ніяк не горить бажанням віддавати вкрадене.

## Ролі
- Шон Бін — Амал
- Аннабелль Волліс — Дорел
- Сем Клафлін — Кейлеб
- Корі Сев'єр — Сейван
- Елеонор Томлінсон — Майру
- Гарт Брейтенбах — Ремі
- Лутуні Дламіні — Ларс
- Джесіка Гайнс — Ніна
- Пол Гемпшир — другий член братства
- Ден Хьорст — Ролан
- Поуп Джеррод — Барен
- Стівен Джаббер — Еван
- Денні Кеог — Йізир
- Терциус Майнтжес — Урі
- Джонатан Пієнаар — Гаген
- Бьорн Штейнбах — Йомак
- Ганна Тойнтон — Гізель

## Виробництво
Втрачене майбутнє знятий біля Кейптауна, Південна Африка.

## Критика
Рейтинг фільму на сайті IMD — 5,0/10, Rotten Tomatoes — 17% оцінка аудиторії.